# Виксбуршка операција
Виксбуршка операција (енгл. Vicksburg campaign), од марта до 4. јула 1863, била је део Америчког грађанског рата. Завршена је освајањем јужњачке тврђаве и града Виксбурга на левој обали реке Мисисипи од стране војске Уније, којом је командовао Јулисиз Грант.

## Позадина
Река Мисисипи била је од почетка грађанског рата главни пут снабдевања снага Конфедерације на западном ратишту Америчког грађанског рата. Стога су снаге Уније усмериле своје напоре на блокаду реке и заузимање јужњачких упоришта на Мисисипију: северњачка флота под командом адмирала Дејвида Ферегата заузела је Њу Орлеанс 1. маја 1862, а до краја године освојена су сва упоришта Конфедерације северно од Виксбурга и јужно од Порт Хадсона.
Да би обезбедили контролу над целим током реке Мисисипија, снаге Севера требало је да освоје Виксбург и Порт Хадсон (енгл. Port Hudson), главна преостала упоришта снага Конфедерације на тој реци. Пошто је примио команду над свим снагама Уније у Тенесију (енгл. Army of the Tennessee), генерал Јулисиз Грант добио је задатак да освоји Виксбург, који је бранио генерал Џон Памбертон (енгл. John C. Pemberton) са око 30.000 људи. Браниоци Виксбурга рачунали су на садејство армије генерала Џозефа Џонстона, која се прикупљала у Џексону (енгл. Jackson, Mississippi), престоници државе Мисисипи, око 50 км источно од тврђаве.

## Операције
Почетком фебруара 1863. речна флотила Севера (117 бродова) стигла је до Виксбурга на левој обали реке Мисисипи. Генерал Грант кренуо је почетком марта са три корпуса (око 45.000 људи) према Виксбургу. Касније су његове снаге, појачане са још два корпуса, бројале преко 60.000 људи. Пошто је одлучио да освоји Виксбург нападом са истока, Грант је упутио један корпус у демонстративна дејства северно од града, а са главнином наставио покрет на југ, низводно од града. Када је стигао до Бруинсберга (енгл. Bruinsburg, Mississippi), бродовима речне флотиле пребацио је своје снаге 30. априла на леву обалу Мисисипија, а затим кренуо према Џексону против снага генерала Џонстона. Пошто је потиснуо Џонстонову армију на исток и заузео Џексон 14. маја, кренуо је у напад према Виксбургу. У бици код Чемпјенз Хила (енгл. Champion Hill) 16. маја и на Великој Црној реци (енгл. Big Black River Bridge) 17. маја сломио је отпор истурених делова снага Југа, које су браниле прилазе Виксбургу. После безуспешних напада на тврђаву 18. и 22. маја, Грант је приступио опсади тврђаве, коју је уз тесно садејство речне флотиле Севера принудио на капитулацију 4. јула, сутрадан после великог пораза Конфедерације код Гетисбурга.

## Последице
Виксбург је заузет 4. јула 1863, после 5 месеци опсаде, захваљујући тесном садејству Грантове армије и речне флотиле. У исто време адмирал Дејвид Ферегат је оперисао на доњем току Мисисипија ради ликвидирања утврђења која су у току зиме подигли сецесионисти, и ради обезбеђења пловидбе Мисисипијем. Освајањем Виксбурга и Порт Хадсона (9. јула), снаге Севера су обезбедиле превласт на целом току реке Мисисипи. Источне државе Конфедерације биле су коначно одвојене од западних и питање исхране војске Југа постало је веома тешко. Чарлстон, једна од последњих преосталих лука Конфедерације, 10. августа је опседнут с копна и блокиран са мора. Појачања која је Џеферсон Дејвис упутио у источни Тенеси извојевала су Конфедерацији 19. и 20. септембра победу на реци Чикамоги (енгл. Chickamauga River), али је Грант, који је постао командант свих снага Севера на западу, победом код Чатануге (23-25. новембра) прикључио Унији сву област до Алигенских планина (енгл. Allegheny Mountains).
У трећој години рата снаге и средства Конфедерације знатно су се смањиле. Губитком Мисисипија и поразом код Чатануге скоро потпуно су одвојене четири државе: Тексас, Аркенсо, Мисисипи и Тенеси. Мере предузете током године за одсецање сецесиониста од увоза из иностранства дале су плода: 1863. армија Југа почела је да осећа несташицу муниције и ратног материјала. Ово опадање снага Југа одразило се и у Вирџинији, главном источном ратишту. Конфедерација је, додуше, успела да заустави надирање снага Уније, али је за офанзивну акцију на непријатељску територију, и поред покушаја, био бројно сувише слаба.